# Radziwiłłów Mazowiecki
Radziwiłłów Mazowiecki – stacja kolejowa w Radziwiłłowie, w województwie mazowieckim, w Polsce. Według klasyfikacji PKP ma kategorię dworca lokalnego. Znajdują się tu 2 perony (w kierunku Warszawy i w kierunku Skierniewic).
Dworzec wzniesiono według projektu pracowni sekcji architektonicznej Warszawskiej Dyrekcji Kolejowej pod kierunkiem Bronisława Brochwicza-Rogóyskiego i jego zastępców Romualda Millera i Józefa Wołkanowskiego.

## Ruch pasażerski[3]
| Rok  | Wymiana pasażerska na dobę | Miejsce w Polsce |
| ---- | -------------------------- | ---------------- |
| 2017 | 1000-1500                  | bd.              |
| 2018 | 1000                       | bd.              |
| 2019 | 1500-2000                  | 225.             |
| 2020 | 1000-1500                  | 205.             |
| 2021 | 1000-1500                  | 184.             |
| 2022 | 1500-2000                  | 211.             |
| 2023 | 1500-2000                  | 241.             |
| 2024 | 1500-2000                  | 248.             |

## Połączenia
| Przewoźnik         | Linia | Trasa                                                      |       |
| ------------------ | ----- | ---------------------------------------------------------- | ----- |
| Koleje Mazowieckie | R1    | Warszawa Wschodnia - Radziwiłłów Mazowiecki - Skierniewice | [ 6 ] |